# Запис Голубовића цер (Реткоцер)
Запис Голубовића цер (Реткоцер) се налази на парцели чији је власник Општина Медвеђа.

## Локација
| Општина             | Медвеђа                                                                     |
| Катастарска општина | Реткоцер                                                                    |
| Потес               | Испод насипа                                                                |
| Координате          | 42° 49′ 53″ С; 21° 31′ 19″ И / 42.831499999999998° С; 21.521999999999998° И |
| Надморска висина    | 760m                                                                        |

## Карактеристике
Дендрометријске вредности утврђене на терену и сателитским снимцима:
| Стабло                     | Храст |
| Висина стабла              | m     |
| Обим дебла                 | m     |
| Пречник крошње             | 20m   |
| Пречник дебла              | m     |
| Висина дебла до прве гране | m     |

## База записа
Запис је у оквиру Викимедија пројекта "Запис - Свето дрво" заведен под редним бројем 1189.